# Адам Френсі
Адам Френсі (англ. Adam Fraunceys; бл. 1310–1375) — багатий лондонський купець часів середньовічної Англії, останній мер Лондонського Сіті.

## Життєпис
Походив з купців Йоркширу. Син Адама Френсі, купця, та Констанс. Народився в якомусь місті Йоркширу. Увійшов до гільдії мерсерів (торгівців розкошами, шовковими та оксамитовими тканинами), що були віктуалерами («старий патриціат»). Мерсери тоді були найвпливовішою гільдією Лондона. Замолоду перебирається до Лондона. Тут оженився, але шлюб був невдалим через ранню смерть дітей. 1339 року вперше письмово згадується як містянин Лондона. Того ж року їздив з торгових справ до фламандського міста Брюгге, де провів декілька років. Невдовзі починає активну торгівлю з іншими містами Ганзи. Основу його торгівлі становив експорт вовни, яку він (спільно з Джоном Пайєлом) закуповував в абатстві Салбі в Нортгемптонширі. 
Починає активно кредитувати лицарство Корнуелла, Східного Мідленда, Бретані, містян Лондона. Водночас скуповує нерухомість в найпрестижніших округах Лондона. Слідом за цим придбав маєтності в графствах Міддлсекс і Ессекс. До 1371 року Адам Френсі мав 12 садиб, 1056 акрів орної землі, 189 акрів лугів, 61 акр пасовищ, 13 акрів лісу, 4 садів, ставки, 2 водяних і 1 вітряних млини. Найзначуща його нерухомість в Лондоні знаходилася в Чіпсайді, Паултрі, зокрема в приходах Св.Мілдред й Св.Лоуренса. Водночас разом з найближчим другом Джоном Пайєлом 34 рази надавав кредити королю Едуарду III.
З 1340-х років починає здійснювати спільні операції зі своїм кузеном Саймоном Френсі. Між 1350 і 1363 роками надавав кошти, на які була побудована східна частина південного трансепта монастирської церкви св. Олени на Бішопсгейту разом з її аркадою, там з'явилися дві каплиці — Духа Святого і Діви Марії.
У 1350-х роках брати Френсі придбали власне судно «Ла Лоуренс», який курсував між Слейсом, Нькаслом, Лондоном, перевозячи рибу (оселедець і вайду) та вовну. В цей же час спільно з Джоном Пайєлом став скуповувати вовну для експорту до Фландрії. Також починає торгівлю з італійськими містами. 1352 року обирається мером Лондонського Сіті. 1353 року його повноваження були продовжені. Домігся підвищення статусу голови міського управління — з мера на лорд-мера Сіті.  Представляв інтереси столиці на шести парламентських сесіях.
1355 року сприяв обранню лорд-мером Саймона Френсі. 1359 року після смерті дружини оженився на давній коханці, від якої у Френсі було 3 позашлюбних сина. 1365—1366 роках відправив вовни до Фландрії вагою у 524 сека вартістю у 1,217 фунтів стерлінгів 19 шиллінгів і 1,5 пенси. 1366 року надав 2 займи Жану IV, герцогу Бретані, у 500 і 1500 марок, що відповідало 333 і 1000 фунтам стерлінгів. 
1369 року перейшов у власність до нього манор Едмонтон в Міддсексі, з ним Френсі отримав титул лорда (лицаря). Помер 4 або 5 травня 1375 року. Поховано у церкві Св. Олени. Родинну справу успадкував його син Адам, що фактично відмовився від торговельної справи, ставши джентрі в Міддлсексі.

## Власність
Основний земельний комплекс розташовувався (крім Лондона) переважно в Ессексі та Міддлсексі. Мав будинки та торгові крамниці на Бішопсгейт, півночі Брод-стріт, Корнгілл та Бішопсгейт. Найбільша нерухомість Адама Френсі знаходилася в ареалі Чіпсайда та Полтрі, особливо в парафіях св. Мілдред та св. Лоренса. Також належали будинки та окремі кімнати, торгові лавки та склади на св. Лоренслейн, приміщення у парафії св. Марії Магдалини на Мілк-стрит та лавки на Соперлейн. На схід від Полтрі, на півдні та сході ринку Стоке, розташовувався інший комплекс володінь Френсі. Це були будинки, лавки та сади на Ломбардстрит, Беабіндерлейн та на Бішопсгейт, а також інша нерухоміст. Серед окремих об'єктів — будинки, торгові лавки та кімнати на Крокедлейн у районі Кендлевікстрит, лавки та будинки на перетині Мінчинлейн та Фенчерчстрит. Йому також належали приміщення та прилеглий до нього причал, відомі як Fresh Wharf. 

## Родина
1. Дружина — невідома
Діти:
- Мод (померла дитиною)
- Джоанна (померла дитиною)

2. Дружина — Егніс, донька Вільяма Чемпнеса з Кенту
Діти:
- Томас (д/н—до 1359)
- Роберт (д/н—1362/1368)
- Адам (д/н—після 1380)
- Мод (1360—д/н), дружина: 1) Джона Обрі з гільдії торгівців прянощами; 2) невідомий; 3) Джон Монтегю, 3-й граф Солсбері